# Parafia Podwyższenia Krzyża Świętego i św. Jadwigi Śląskiej w Legnickim Polu
Parafia pw. Podwyższenia Krzyża Świętego i Świętej Jadwigi Śląskiej w Legnickim Polu – rzymskokatolicka parafia znajdująca się w dekanacie Legnica Wschód diecezji Legnickiej. Jej proboszczem jest ks. Robert Bielawski. Mieści się przy ulicy św. Jadwigi w Legnickim Polu.

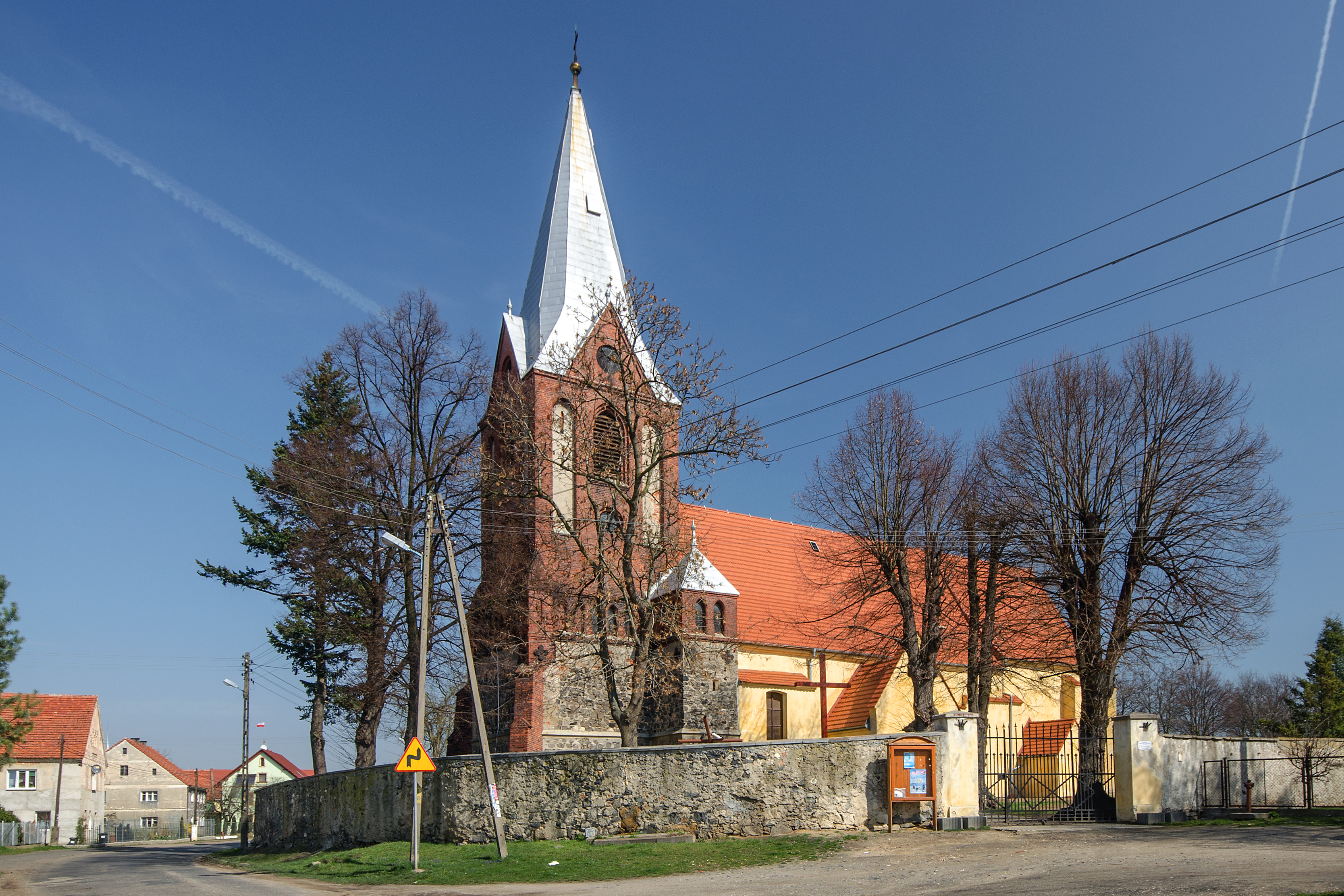
Kościół filialny pw. Matki BoskiejCzęstochowskiej w Mikołajowicach
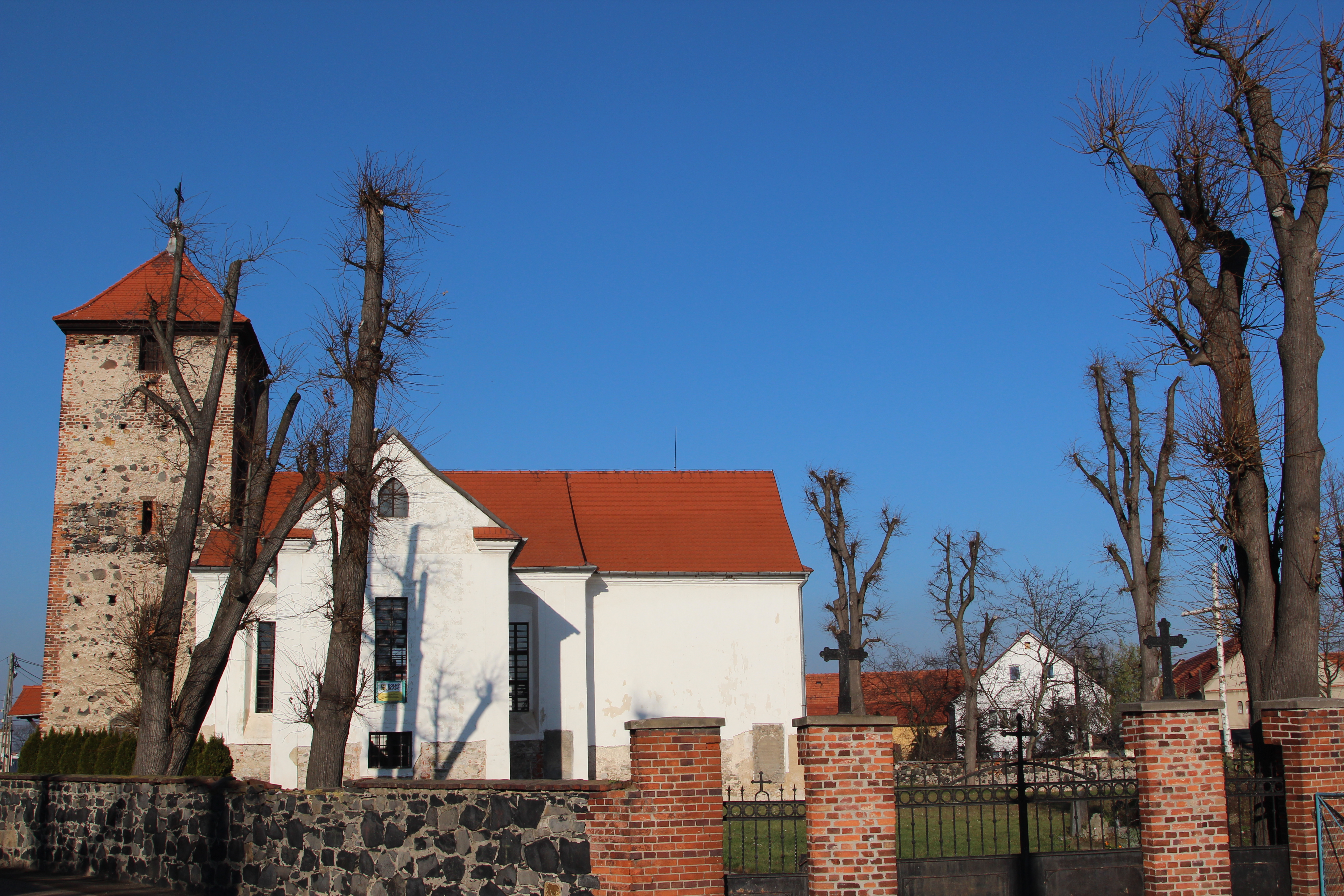
Kościół filialny pw. św. Antoniego w Gniewomierzu